# L'impresario in angustie
L'impresario in angustie és una òpera en un acte de Domenico Cimarosa, amb llibret de Giuseppe Maria Diodati. S'estrenà al Teatro Nuovo de Nàpols el 1786.
Fou successivament estrenada en altres ciutats italianes i el 1790 s'estrenà a Barcelona amb el nom de L'impresario rovinato.
L'impresario és una operina del gènere de Der Schauspieldirektor de Mozart que, amb accents satírics, està ambientada en el món del teatre. Aquest gènere va continuar en el segle
XIX amb aquesta petita obra mestra que és Le convenienze i li inconvenienze teatrali de Gaetano Donizetti. L'òpera de Cimarosa es va representar a Viena el 24 octubre de 1793 i el fet que Beethoven la citi el 1814 demostra la vigència de la partitura. La fama de l'autor li va valer una invitació de Caterina II a la cort de Sant Petersburg, per substituir a Giuseppe Sarti, que havia caigut en desgràcia.